# Alleucosma albosparsa
Alleucosma albosparsa är en skalbaggsart som beskrevs av Franz Antoine 1989. Alleucosma albosparsa ingår i släktet Alleucosma och familjen Cetoniidae. Utöver nominatformen finns också underarten A. a. moseri.